# Швеція на літніх Олімпійських іграх 1972
Швеція брала участь у Літніх Олімпійських іграх 1972 року у Москві (СРСР) увісімнадцяте за свою історію, і завоювала 12 медалей (3 золоті, 3 срібних і 6 бронзових медалей), посівши у загальному заліку 11 місце. Збірну країни представляли 145 спортсменів (122 чоловіки та 23 жінки).

## Медалісти
| Медаль | Спортсмени                                             | Вид спорту                      | Дисципліна                                   |
| ------ | ------------------------------------------------------ | ------------------------------- | -------------------------------------------- |
| Золото | Ульріка Кнапе                                          | Стрибки                         | 10 м вишка (жінки)                           |
| Золото | Рагнар Сканокер                                        | Стрільба                        | Пістолет, 50 метрів (чоловіки)               |
| Золото | Ґуннар Ларссон                                         | Плавання                        | 200 метрів комплексом (чоловіки)             |
| Золото | Ґуннар Ларссон                                         | Плавання                        | 400 метрів комплексом (чоловіки)             |
| Срібло | Гуннар Єрвілль                                         | Стрільба з лук                  | Індивідуальна першість (чоловіки)            |
| Срібло | Ульріка Кнапе                                          | Стрибки                         | 3 м трамплін (жінки)                         |
| Срібло | Рольф Петерсон                                         | Веслування на байдарках і каное | Каное-одиночки, 1000 метрів (чоловіки)       |
| Срібло | Ян Карлссон                                            | Боротьба                        | Вільна боротьба — до 74 кг (чоловіки)        |
| Срібло | Пер Петтерссон and Стеллан Вестердаль                  | Вітрильний спорт                | Клас Зоряний (чоловіки)                      |
| Срібло | Бу Кнапе Стефан Кроок Леннарт Руслунд Стіг Веннерстрем | Вітрильний спорт                | Клас Солінг (чоловіки)                       |
| Бронза | Рікард Брух                                            | Легка атлетика                  | Метання диска (чоловіки)                     |
| Бронза | Гассе Томсен                                           | Бокс                            | Вагова категорія понад 81 кг (чоловіки)      |
| Бронза | Ян Єнссон                                              | Кінний спорт                    | Індивідуальне триборство                     |
| Бронза | Улла Гокансон Нінна Свааб Мауд фон Русен               | Кінний спорт                    | Командна виїздка                             |
| Бронза | Ганс Беттембург                                        | Важка атлетика                  | Вагова категорія до 90 кг (чоловіки)         |
| Бронза | Ян Карлссон                                            | Боротьба                        | Греко-римська боротьба — до 74 кг (чоловіки) |